# Органически регламент
Органическият регламент (на френски: Règlement Organique; на румънски: Regulamentul Organic) е основен закон и на практика първа конституция на дунавските княжества (Княжество Влахия и Княжество Молдова).
Влиза в сила през 1831 – 1832 г., след като двете княжества получават автономия при условията на одринския мирен договор с който завършва руско-турската война (1828 – 1829).
Регламентът е въведен от Павел Кисельов като ръководител на руската администрация на тези 2 княжества. По силата на регламента законодателната власт във всяко княжество е поверена на общо събрание на депутати, избрани от болярите и богатите земевладелци. Изпълнителната власт е в ръцете на избрани от специални събрания, съставени от духовници, боляри и депутати от земевладелците. Ръководните административни длъжности са поверени на болярите. Системата от вътрешни мита е отменена, администрацията е отделена от съда, а изтезанията са забранени.